# Boston Bolts
I Boston Bolts (1988-1990) sono stati una società calcistica di Boston, negli Stati Uniti, appartenente alla ASL III (1988-1989) e successivamente della APSL (1990-1994).

## Storia
Fondati nel 1988 presero parte alla terza (ed ultima) edizione della American Soccer League con una formazione composta in gran parte studenti ex-universitari o giocatori part-time (ogni società aveva un tetto salariale 50.000 $ per allestire il roster di 18 giocatori); Alan Suvalle fu il General Manager, Cesidio Mazzola, un ex calciatore italiano (gareggiò nelle leghe regionali del New England Soccer League, Eastern Massachusetts Soccer e Massachusetts United Soccer League) fu l'head coach ed il presidente, George Finn il trainer.
Nel primo campionato la formazioni non andò oltre il quarto posto nella Northern Division (vinta dai New Jersey Eagles) con Andy Bing, Mike Sweeney e Kurt Manal top scorer della formazione con 5 goal a testa. Nonostante le aspettative fossero state deluse, lo scozzese Ross Irwin fu inserito nell'All-ASL Team di quell'anno.
Nel secondo ed ultimo campionato della ASL la lega decise che il tetto salariale per il roster fosse aumentato a 75.000 $ per squadra, ed i Bolts fecero l'exploit atteso l'anno precedente: arrivarono secondi nella Northern Division (alle spalle dei Washington Stars) che le permise l'accesso ai play-off. Qui superarono i favoriti Tampa Bay Rowdies, vincitori della Southern Division, nelle semifinali ma persero le ASL Championship contro i Ft. Lauderdale Strikers dopo tre serratissime partite. Tre giocatori furono i migliori realizzatore con 4 gol (Dan Donigan, Paul Duffy, e Patrick Hughes) e Donigan con 7 assist arrivò ottavo nella speciale classifica. Nonostante una stagione di successo un solo un giocatore fu ammesso nell'All-ASL Team, il difensore nigeriano Dehinde Akinlotan.
Alla fine del 1989 la ASL decise di unirsi con la lega orientale della Western Soccer Alliance per dare vita alla American Professional Soccer League che inglobava i due campionati rinominandoli in West Conference (ex Western Soccer League) con i sotto gironi della North Division e South Division e la East Conference (ex American Soccer League) con i sotto gironi della South Division e North Division. In quest'ultima vennero inseriti i Bolts che comunque non ripeterono gli stessi risultati dell'anno precedente arrivando solo quarti (su sei squadre della division) e non qualificandosi per i play-off. Il miglior marcatore fu Mike Sweeney con 8 gol e finalizzando 3 assist. Il club chiuse i battenti a fine stagione. Successivamente Cesidio Mazzola sarà scout e assistant coach per i New England Revolution.

## Cronologia
| Anno         | Conference/Division              | Lega    | Sta. reg. | G  | Pu. | V  | Sh. V | Sh. P | P  | Gf | Gs | Play off    | U.S. Open Cup |
| ------------ | -------------------------------- | ------- | --------- | -- | --- | -- | ----- | ----- | -- | -- | -- | ----------- | ------------- |
| Boston Bolts |                                  |         |           |    |     |    |       |       |    |    |    |             |               |
| 1988         | Northern Division                | ASL III | 4°        | 20 | 27  | 9  | -     | -     | 11 | 31 | 33 | Non qualif. | ?             |
| 1989         | Northern Division                | ASL III | 2°        | 20 | 37  | 13 | 5     | 3     | 7  | 27 | 19 | Finalista   | ?             |
| 1990         | East Conference - North Division | APSL    | 4°        | 20 | 28  | 8  | 1     | 2     | 9  | 27 | 27 | Non qualif. | ?             |

## Palmarès

### Altri piazzamenti
- American Soccer League:

Secondo posto: 1989

## Giocatori
- Mike Sweeney (1988-1990)
- Brian Bliss (1990)
- Dan Donigan (1989)
- Janusz Michallik (1990)
- Jeff Duback (1988)
- Ross Irwin
- Ian Hennessy (1990-1991)
- Waidi Akanni (1990)
- Chris Hellenkamp (1988)
- Joe Koziol (1989-1990)
- Stan Koziol (1989-1990)
- Andy Bing
- Kurt Manal
- Greg Kenney
- Dehinde Akinlotan
- Paul Duffy
- Patrick Hughes
- Chris Charles
- Ferdinando De Matthaeis
- Steve Di Meo
- Tajudeen Disu
- Marvin Etienne (1989-1990)
- Henry George
- Ian Hennessey
- Paul Moylan
- Steve Potter
- Jonathan Tuttle
- Anthony Vaughn
- Terry Higgins